# William Jolitz
William Frederic Jolitz (częściej Bill Jolitz, ur. 22 lutego 1957, zm. 2 marca 2022) – amerykański programista, twórca wraz z żoną Lynne wolnodostępnego systemu operacyjnego 386BSD, pierwszej wersji Uniksa BSD na procesory Intel, bezpośredniego przodka systemów FreeBSD i NetBSD.

## Życiorys
Bill Jolitz urodził się 1957 w Muskegon, Michigan w rodzinie inżynierów pracujących w przemyśle lotniczym. Jeszcze w college’u rozpoczął pracę dla NASA w Ames Research Center. Ukończył studia na Uniwersytecie Kalifornijskim Berkeley ze stopniem magistra informatyki. Działał w tzw. Homebrew Computer Club.
Po odejściu z przemysłu pracującego dla wojska Jolitz założył firmę Symmetric Computer Systems, producenta systemów Symmetric 375 jego projektu, wraz z którymi rozpowszechniano system BSD przeniesiony na tę platformę przez żonę Billa, Lynne Jolitz.
W czasie swojej pracy na Berkeley był członkiem zespołu laboratorium CSRG, w którym od późnych lat 70. XX wieku rozwijano wersję Uniksa znaną jako BSD. Uczestniczył w przygotowaniu wydań Tahoe, Net/1, Reno, Net/2. Rozpoczął także starania o przeniesienie 4.3BSD Reno na coraz bardziej popularną platformę i386 firmy Intel.
Po rozwiązaniu CSRG wraz z innymi jego członkami laboratorium zakładał firmę Berkeley Software Design Inc. (BSDI), która podjęła próbę komercjalizacji Uniksa w oparciu o wolnodostępny kod BSD. Jolitz kontynuował prace nad przeniesieniem BSD na platformę i386, jednak nie zgadzając się z polityką dystrybucyjną firmy, odszedł ze spółki 1 grudnia 1991 – niszcząc przed odejściem wyniki swoich prac.
17 marca 1992 Bill Jolitz wraz ze swoją żoną udostępnili pierwszą, publiczną wersję alfa o numerze 0.0 wolnodostępnego systemu operacyjnego znanego jako 386BSD. Poprawiona wersja 0.1 ukazała się w 14 lipca, poprzedzona serią artykułów w piśmie komputerowym Dr. Dobb’s Journal. 386BSD było ambitną próbą nie tylko przeniesienia kodu BSD na platformę IBM PC, ale także unowocześnienia jądra tak, aby pozbawić je historycznych balastów ciągnących się za Uniksem od lat 70. Ambitne założenia Jolitzów utrudniały im współpracę z grupami ochotników programistów, którzy przesyłali swoje poprawki do ich systemu. Pełna wersja systemu o numerze 1.0 ukazała się jednak dopiero w końcu 1995 i była rozprowadzana wraz z dokumentacją przez Dr. Dobb’s Journal na dyskach CD w relatywnie wysokiej cenie 99 USD. Wszystko to wraz z procesem AT&T i Novella przeciwko BSD przyczyniło się do upadku przedsięwzięcia. 

## Upamiętnienie
Jego pamięci poświęcona została wydana niedługo po jego śmierci 13.1 wersja systemu FreeBSD. 